# Alifatické alkoholy
Alifatické alkoholy jsou alkoholy s alifatickými, tedy neuzavřenými molekulami, přesněji alkoholy, kde je hydroxylová skupina navázána na takovouto molekulu. Ještě existují alicyklické alkoholy, kde je hydroxyl na uhlíku patřícím k alicyklické molekule. Pokud je navázán na aromatickou molekulu, nejde o alkohol, ale fenol.

## Rozdělení
- Alkanoly – mezi uhlíky jsou pouze jednoduché vazby, například methanol, ethanol, propanol.
- Alkenoly – uhlíky jsou mezi sebou navázány také dvojnými vazbami, např. vinylalkohol a propenylalkohol.
- Alkynoly – přítomny trojné vazby, například ethynol a propynol.